# Écoutez votre cœur

Écoutez votre cœur (The Music Teacher) est un téléfilm américain, diffusé aux États-Unis le 11 août 2012 sur Hallmark Channel, et en France le 5 mars 2013 sur M6.

## Synopsis
Faute de crédits, Alyson, professeur de musique, est contrainte par la direction du lycée de supprimer ses cours de comédie musicale. Peinés par la nouvelle, ses anciens élèves décident de monter un spectacle afin de récolter les fonds nécessaires pour maintenir ce cours. Réconfortée par autant de soutien, Alyson entraîne les adolescents, jusqu'au jour où Jace, la nouvelle star du lycée, décide de bouleverser toute la troupe.

## Fiche technique
- Titre original : The Music Teacher
- Réalisation : Ron Oliver
- Scénario : Ronald Parker (en)
- Photographie : C. Kim Miles[2]
- Pays d'origine :  États-Unis
- Durée : 90 min

## Distribution
- Annie Potts : Alyson Daley
- Shawn Roberts : Jace
- Moneca Delain : Karen
- Kerry James : Zack
- Emilie Ullerup : Dee Dee
- Richard Thomas : Ray
- Rukiya Bernard : Sheila
- P. J. Prinsloo (en) : Steve
- Nicole Munoz : Molly